# Обыкновенный кальмар
Обыкнове́нный кальмар, или обыкнове́нный лолиго (лат. Loligo vulgaris), — вид головоногих моллюсков из семейства Loliginidae отряда неритических кальмаров (Myopsida).

## Описание
Длина тела с щупальцами составляет 50 см, вес — 1,5 кг. Длина мантии составляет, как правило, около 20 см, но может достигать также и 40 см, причём самцы крупнее чем самки. Тело имеет стройную, обтекаемую форму и окрашено в серые и красные цвета. Имеет парные, горизонтальные, относительно большие боковые плавники, расположенные с обеих сторон мантии, которые придают телу ромбовидную форму.

## Распространение и питание
Вид распространён в прибрежных водах восточной части северной Атлантики от Северного моря до Западной Африки, а также в Средиземном и Адриатическом морях. Держится на глубине примерно до 100 м и больше, но может встречаться и на глубине от 400 до 500 м.
Обыкновенный кальмар населяет разные морские глубины, как песчаные, так и илистые грунты. Он питается преимущественно рыбой, а также раками, другими головоногими, а также многощетинковыми червями и щетинкочелюстными. Иногда наблюдается каннибализм.

## Размножение
На севере ареала в Северном море размножение начинается ранней весной после наступления темноты. Животные прибывают туда до разгара лета. Кладка состоит из нескольких продолговатых, в форме колбасок яиц, которая прикрепляется на неподвижном субстрате на глубине примерно до 30 м. Это могут быть части морского дна, например, горная порода, а также части живого существа, такие как известковые раковины других моллюсков, омертвелый органический материал или тому подобное. При этом несколько животных предпочитают класть свою икру в общем месте. Личинки морфологически похожи на взрослые экземпляры, отличаясь соотношением частей тела друг к другу. Их размер во время появления в июне составляет менее 1 см. Период развития эмбрионов до момента вылупления при температуре более 20 °C составляет от 20 до 30 дней, при температуре менее чем 15 °C — примерно от 40 до 50 дней.

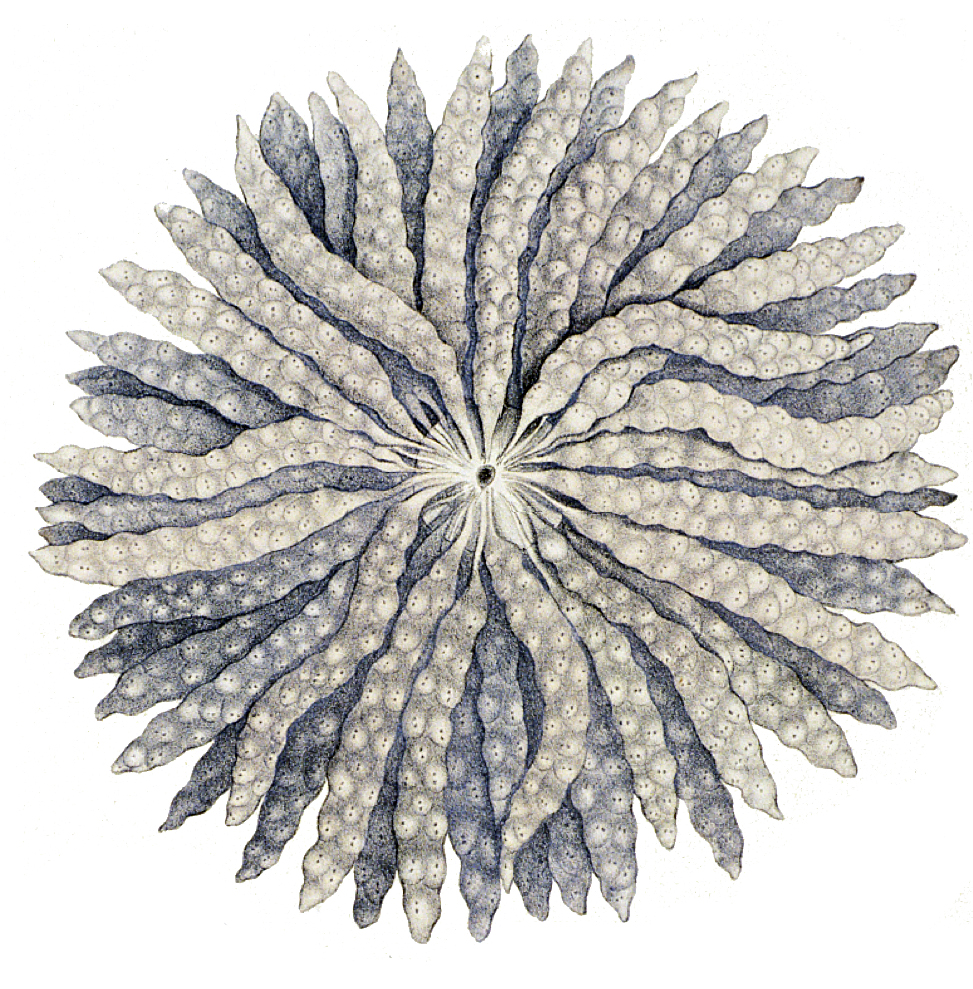
Икра
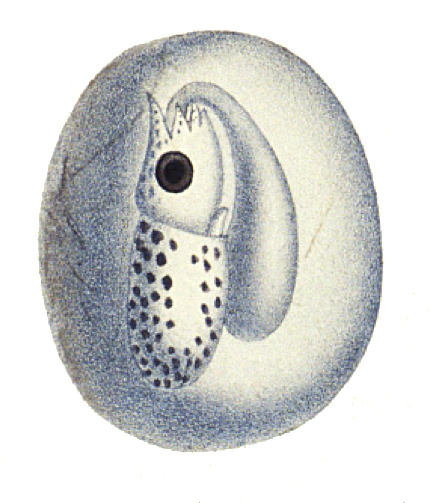
Эмбрион
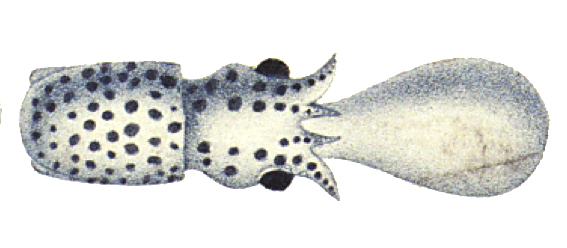
Эмбрион
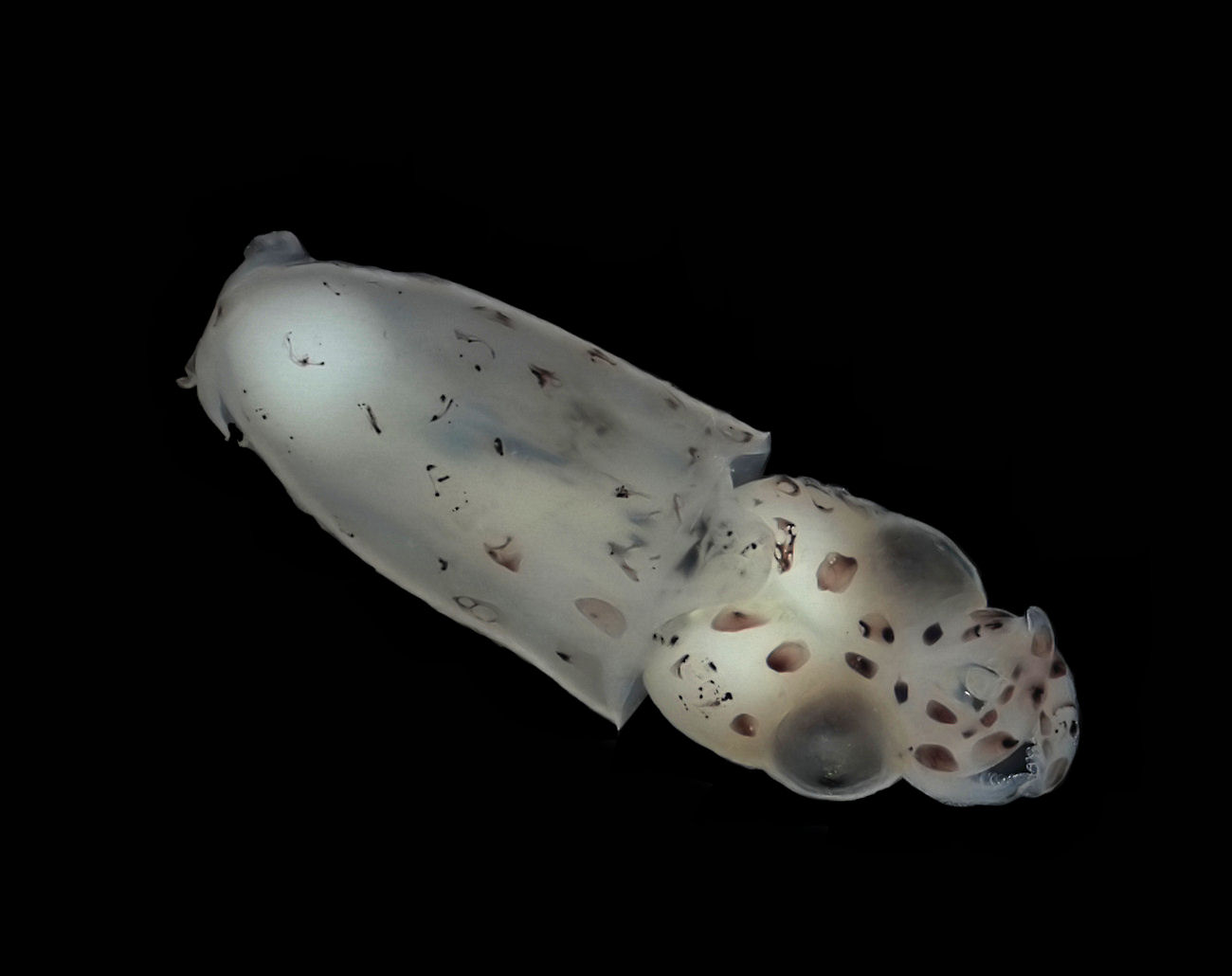
Молодь длиной около 6 мм (лабораторная фотография)

## Значение
Обыкновенного кальмара, особенно в европейских средиземноморских странах, употребляют в пищу, и поэтому ведётся его коммерческий вылов. Ловить крупные стаи моллюсков в больших количествах сравнительно легко, поэтому вылов экономически выгоден.